# Grind Line
Die Grind Line war eine Angriffsreihe des Eishockeyteams Detroit Red Wings aus der nordamerikanischen NHL. Die Reihe wurde der "Crash Line" der New Jersey Devils aus dem Jahr 1995 nachempfunden und von Trainer Scotty Bowman zusammengestellt.
Sie hatte die Eigenschaft die sogenannte Drecksarbeit zu machen, wie Angriffe der Gegner durch Bodychecks und besonders hartes Spiel zu unterbinden und den Gegner zu zermürben. Meistens spielte die "Grind Line" gegen die spielerisch beste Reihe der gegnerischen Mannschaft.
Die ursprüngliche "Grind Line" bestand Mitte der neunziger Jahre aus Kirk Maltby, Kris Draper und Joe Kocur. Im Kampf um den Stanley Cup 1997 war die Reihe besonders effektiv gegen die sogenannte „Legion of Doom“-Reihe der Philadelphia Flyers um Eric Lindros, John LeClair und Mikael Renberg. Am Ende gewann man den Stanley Cup.
Zu Beginn der Saison 1997/98 wurde Joe Kocur durch Darren McCarty in der "Grind Line" ersetzt. In dieser neuen Formation existierte die Reihe bis 2005 und half bei den Gewinnen von zwei weiteren Stanley Cups. Nach dem Lockout wurde McCarty im Sommer 2005 sein Vertrag ausbezahlt und er musste sich ein neues Team suchen. Bisher konnte keine neue "Grind Line" formiert werden, die diesem Namen auch gerecht wurde.